# Etničke grupe Makaoa
Etničke grupe Makaoa, 484,000 stanovnika (UN Country Population; 2008)
- Angloamerikanci, U.S.	300
- Britanci	6,600
- Filipinci	6,400
- Javanci	600
- Kantonski Kinezi	405,000
- Makanezi (Makaoanci)	13,000
- Mandarinski Kinezi	28,000
- Portugalci	2,100
- Sinoburmanci	21,000
- Thai, Centralni	600